# Famille Bolza
Pour les articles homonymes, voir Bolza.
La famille Bolza (en hongrois : (szarvasi) Bolza család) est une famille aristocratique hongroise et autrichienne aujourd'hui éteinte.

## Origines
La famille est originaire de Naples où l'on retrouve sa trace dès le XIVe siècle.

## Membres notables
- Giovanni Battista (Johann Baptist) Bolza, banquier viennois, diplomate et conseiller au Conseil de Guerre. Époux de Maria Margueritte Giovanna Forni, fille de Don Giuseppe Forni et de Anna Catarina Guaita.
- comte Joseph von Bolza (de) (1719-1782). Fils du précédent, natif de Vienne, il est un financier et un banquier de l'Électorat de Saxe et un fabricant de textile de Bohême. Il devient conseiller privé (1759) et chambellan de Auguste III, roi de Pologne et Électeur de Saxe. Il est titré comte autrichien en 1762. Seigneur de Kosmanos (Bunzlauer Kreis) et Arnau (Bidzower Kreis). Il épousa Johanna Nepomucena Philippine von Martinitz (de) (1732-1804).
- baron puis comte Bolza Péter (1752 – 1817), propriétaire, officier (főstrázsamester) au régiment de Lobkowicz, il était chevalier de l'Ordre militaire de Marie-Thérèse. Propriétaire du village de Szarvas à partir de la fin du XVIIIe siècle (1798), il est titré comte autrichien en 1802 et reçoit l'indigénat hongrois de la part du roi François Ier en 1792. Fils du précédent, il épouse la comtesse Antóniá Stockhammer (1750-1821), fille du comte Joseph von Stockhammer (1725-1791) et petite-fille du baron Johann Georg von Harruckern (hu) (1664-1742), főispán de Békés.
- comte Bolza József (1780-1862), chambellan royal. Fils du précédent, il épouse (1805) la comtesse Anná Batthyány, fille du comte Imre (1742-1819) et de la comtesse Anna Maria Haller. Il fait construire à Szarvas un château (hu) (1810).
- comte Péter Bolza  (1824–1881), fils des précédents, il épouse la comtesse Máriá Tige de Tiszakürt. Il est le créateur de l'Arboretum de Tiszakürt.
- comte Pál Bolza (hu) (1861–1947), homme politique et architecte paysagiste, il est le créateur de l'Arboretum de Szarvas. Comte hongrois (1895).
- comtesse Bolza Marietta (1911–1996), artiste peintre.